# Andrij Berezowczuk
Andrij Wołodymyrowycz Berezowczuk, ukr. Андрій Володимирович Березовчук (ur. 16 kwietnia 1981 w Mikołajowie) – ukraiński piłkarz grający na pozycji obrońcy.

## Kariera piłkarska

### Kariera klubowa
Wychowanek Szkoły Piłkarskiej w Mikołajowie. W 1998 rozpoczął karierę piłkarską w SK Mikołajów. W 2002 zaproszony do Metalista Charków. W styczniu 2005 przeszedł razem z grupą piłkarzy oraz głównym trenerem Hennadijem Łytowczenką do FK Charków. W tym klubie pełnił funkcję kapitana drużyny. W 2008 przeniósł się do Metałurha Donieck. W grudniu 2008 podpisał 3,5-letni kontrakt z Metalistem Charków. W marcu 2015 postanowił zakończyć karierę piłkarza.

## Kariera reprezentacyjna
Rozpoczynał w juniorskiej reprezentacji Ukrainy.

## Sukcesy i odznaczenia

### Sukcesy klubowe
- brązowy medalista Mistrzostw Ukrainy: 2009

### Sukcesy reprezentacyjne
- wicemistrz Mistrzostw Europy U-19: 2000

### Sukcesy indywidualne
- wybrany do listy 33 najlepszych piłkarzy roku na Ukrainie: 2007 (nr 3)